# مگس‌گیر تندابه
مگس‌گیر تندابه (نام علمی: Monachella muelleriana) گونه‌ای از پرندگان گنجشک‌سان از تیرهٔ سینه‌سرخ‌های استرالیایی (Petroicidae) است. همچنین به عنوان سینه‌سرخ تندابه نیز شناخته می‌شود.
در سردهٔ تک‌نماد Monachella جای می‌گیرد. این گونه در گینه نو و در جزیره بریتانیای نو در مجمع‌الجزایر بیسمارک یافت می‌شود. دو زیرگونه وجود دارد: زیرگونه نمادین در گینه نو و زیرگونهٔ M.m. coultasi در بریتانیای نو.
همان‌طور که از نامش پیداست، زیستگاه ترجیحی این گونه، جویبارها و رودخانه‌هایی با حرکت تند با تخته‌سنگ‌های بیرون‌زده است.